# Ulysses (holenderski zespół muzyczny)
Ulysses – holenderska grupa progresywna, powstała w listopadzie 1998 r. Założycielami byli Sylvester Vogelenzang de Jong i Ron Mozer. Przez 3 następne lata krystalizował się skład zespołu i przygotowywany był materiał na płytę. Promocyjne demo Eclectic ukazało się w 2001 r. Płytka zebrała dobre recenzje i 2 lata później wyszedł pierwszy album Symbioses. Po zakończeniu trasy promocyjnej grupa zaczęła szukać nowego wokalisty i po licznych przesłuchaniach dokooptowano Michaela Hosa. W tym składzie Ulysses z sukcesami wystąpił na kilku festiwalach. W 2005 r. basistę René Schippersa zastąpił Casper Kroon. Dwa lata trwało nagrywanie kolejnego albumu - The Gift of Tears, który w USA ukazał się w 2008 r. a w pozostałych krajach w roku następnym. W 2009 r. Ulysses, świętując dziesięciolecie istnienia, udał się w trasę koncertową ("Tour of a Decade"), zakończoną w kwietniu 2010 r.

## Dyskografia
- 2001 Eclectic
- 2003 Symbioses
- 2008 The Gift of Tears